# Pliego
Pliego er en by og kommune i det sydøstlige Spanien i Murcia-regionen. Den har et indbyggertal på 3.964 (2024) indbyggere.